# Kritický taxon
Jako kritický taxon se v botanice označuje takový taxon (čeleď, rod nebo skupina druhů), který působí problémy při determinaci z důvodu veliké variability morfologických znaků a množství blízce příbuzných druhů. Často se jedná o druhy plně či částečně apomiktické, kombinující pohlavní a nepohlavní způsob rozmnožování nebo snadno se křížící a vytvářející nepřehledné hybridní roje. V české květeně k takovým taxonům patří třeba rody jestřábník (Hieracium), chlupáček (Pilosella), pampeliška (Taraxacum), chrpa (Centaurea), řebříček (Achillea), kontryhel (Alchemilla), ostružiník (Rubus), růže (Rosa), hloh (Crataegus), violka (Viola), kostřava (Festuca), vrbovka (Epilobium) nebo vrba (Salix). Jejich určování a správné taxonomické zařazení obvykle vyžaduje specializované studium.